# Theuma walteri
Theuma walteri là một loài nhện trong họ Gnaphosidae.
Loài này thuộc chi Theuma. Theuma walteri được Eugène Simon miêu tả năm 1889.